# Triangulus galatheae
Triangulus galatheae is een krabbezakjessoort uit de familie van de Lernaeodiscidae. De wetenschappelijke naam van de soort is voor het eerst geldig gepubliceerd in 1906 door Norman & Scott.